# پیکنز، شهرستان دشا، آرکانزاس
پیکنز (به انگلیسی: Pickens) یک منطقهٔ مسکونی در ایالات متحده آمریکا است که در شهرستان دشا، آرکانزاس واقع شده‌است. پیکنز ۴۷٫۸۵ متر بالاتر از سطح دریا واقع شده‌است.